# Větrný mlýn (Jednov)
Větrný mlýn holandského typu se nachází v obci Suchdol, část Jednov, okres Prostějov.

## Historie
Větrný mlýn stojí na kopci v nadmořské výšce 525 m v Dravanské vrchovině v severovýchodní části vesnice Jednov. Mlýn byl založen v roce 1842 Ignácem Zápařkou. V roce 1931 byl poškozen větrnou smrští. Náklady na opravu byly vyčísleny na 13 871 korun, které nemajetný mlynář neměl. Mlýn byl v roce 1933 prodán a novým majitelem upraven na obytnou budovu. V současnosti slouží k rekreačním účelům.

## Popis
Větrný mlýn byla původně třípatrová válcová zděná stavba postavena z lomového kamene. Výška zděné části je osm metrů, průměr šest metrů, výška kuželové střechy 3,2 metry. Střech byla krytá šindelem, nyní plechem. Zdi jsou prolomeny zvětšenými nepůvodními okny. Před vchod je přistavěna cihlová přístavba. Mlýn zdobí nefunkční atrapa větrného kola o průměru asi šest metrů.